# Kambodża na letnich igrzyskach olimpijskich
Kambodża wystartowała po raz pierwszy na letnich IO w 1956 roku na igrzyskach w Melbourne. Kolejne starty miały miejsce w 1964 i 1972 roku oraz od 1996 do dziś. Do tej pory Kambodża nie zdobyła żadnego medalu.

## Klasyfikacja medalowa
| Olimpiada           | Złoto | Srebro | Brąz | Razem |
| ------------------- | ----- | ------ | ---- | ----- |
| 1956 Melbourne      | 0     | 0      | 0    | 0     |
| 1964 Tokio          | 0     | 0      | 0    | 0     |
| 1972 Monachium      | 0     | 0      | 0    | 0     |
| 1996 Atlanta        | 0     | 0      | 0    | 0     |
| 2000 Sydney         | 0     | 0      | 0    | 0     |
| 2004 Ateny          | 0     | 0      | 0    | 0     |
| 2008 Pekin          | 0     | 0      | 0    | 0     |
| 2012 Londyn         | 0     | 0      | 0    | 0     |
| 2016 Rio de Janeiro | 0     | 0      | 0    | 0     |
| 2020 Tokio          | 0     | 0      | 0    | 0     |
| Razem               | 0     | 0      | 0    | 0     |